# Chris Pedersen
Chris Pedersen (født 2. juni 1977 i Odense, opvokset i Kerteminde) er en dansk journalist og kulturredaktør. Han er kendt som TV-vært på flere TV-serier på DR som Skønhedens magt, De forfængelige, Moderedaktørens dagbog og Afrika er det nye sort.

## Karriere
Chris Pedersen har studeret kunsthistorie på Københavns Universitet og kommunikation på RUC. Han startede sin karriere på magasinet Euroman, hvor han var moderedaktør i 2006-2008, hvorefter han blev redaktør og chefredaktør på modemagasinerne Cover og Cover Man på Malling Publications. 
I 2012 var han hovedperson i dokumentarserien Moderedaktørens dagbog, der fulgte hans arbejde som magasinredaktør, og herefter blev han hentet til DR som TV-vært, programudvikler og tilrettelægger.
Sideløbende med arbejdet hos DR har Chris Pedersen skrevet for medier som Politiken, Jyllands-Posten, Eurowoman og Berlingske Tidende, hvor han er ansat som klummeskribent. Han er desuden en aktiv foredragsholder omkring emner som mode, skønhedsidealer, kunsthistorie og forbrugertrends.
Udover jobbet som journalist har Chris Pedersen desuden stået bag udstillingen Danish Fashion Now på Brandts i Odense, og så er han været en fast del af værtsholdet bag P1-programmet 4 Division. Chris Pedersen startede som kulturredaktør på den omdiskuterede radiokanal Loud i begyndelsen af 2020, men stoppede kun 7 måneder senere for at blive redaktør på Børsen. I 2023  tilbage som radiovært på DRs program Kulturen.
I november 2024 var der premiere på Chris Pedersens nye P1-program Popsmart, om popkultur. 

## Filmografi
- Moderedaktørens dagbog, DR, 2012[11]
- Danmarks unikke stilikoner, DR, 2013[12]
- De forfængelige, DR, 2014[13]
- Afrika er det nye sort, DR, 2015[14]
- Skønhedens magt, DR, 2016[15]
- Krop, Sex og Samba, DR, 2016[16]
- Lyst til luksus, DR, 2017[17]
- Det er et yndigt land, DR, 2018[18]
- Verdens lykkeligste land, 2018, DR[19] [20]